# زمان استراحت اسپین–اسپین

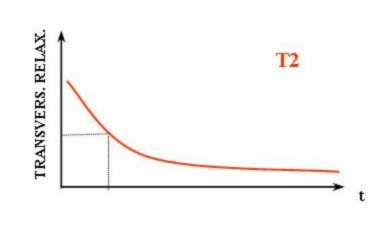
نمودار T2

زمان استراحت اسپین-اسپین یا زمان آسایش اسپین-اسپین (به انگلیسی: Spin-spin relaxation time) یک کمیت در فیزیک پزشکی و بویژه در ام آر آی است. این کمیت را با T2 نشان می‌دهند.
برطبق تعریف، به مدت زمانی که طول می‌کشد تا Mxy (مولفه بردار جمع اسپین‌ها در صفحه عرضی) به ۳۷٪ مقدار بیشینهٔ اولیه خود کاهش یابد (معادله زیر) ثابت زمانی T2 گویند.